# Иванов, Иван Геннадьевич
Иван Геннадьевич Иванов (1946—2002) — советский и российский актёр театра.  Народный артист Чувашской АССР (1988). Заслуженный артист Российской Федерации (1998).

## Биография
Родился 15 декабря 1946 года в деревне Ямбарусово Чебоксарского района Чувашской АССР.
В 1954—1958 годах обучался в Ямбарусовской начальной школе; в 1958—1965 годах — в Икковской средней школе. После школы два года проработал в колхозе и в это время посещал в Чебоксарах в театральную студию Леонида Римова и Ивана Митюкова.
В 1972 году окончил Ленинградский государственный институт театра, музыки и кинематографии (ныне Российский государственный институт сценических искусств), учился в чувашской студии на курсе А. И. Кацмана.
По окончании вуза работал актёром Чувашского государственного академического драматического театра им. К. В. Иванова в различных амплуа — от комедийно-гротесковых до героико-эпических; создал на сцене более ста различных образов. С 1998 года и до конца жизни являлся председателем Союза театральных деятелей Чувашской Республики.
В числе сыгранных им ролей: Тухтар («Хура çăкăр» Н. Ильбекова), Яковлев («Çиçĕм хыççăн аслати» Н. Терентьева), Ахтубай («Айдар» П. Осипова), Пейд («Ашкӑнчăк инкесем» У. Шекспира), Тудимер («Тудимер» Я. Ухсая), Григорий («Лăпкă Дон» М. Шолохова), Курука («Хӳхĕм хĕрĕн хӳхлевĕ» П. Сидорова) и другие.
Умер 8 декабря 2002 в Чебоксарах, был похоронен в родной деревне. 18 июля 2004 года на доме в Ямбарусово, где жил И. Г. Иванов, ему была открыта памятная доска.

## Награды и звания
- Заслуженный артист Российской Федерации (1998).
- Народный артист Чувашской АССР (1988).
- Заслуженный артист Чувашской АССР (1980).
- Лауреат премии Комсомола Чувашии им. М. Сеспеля (1983).
- Награждён Почетной грамотой Президиума Верховного Совета Чувашской АССР.